# Obwód Iłża Armii Krajowej
Obwód Iłża – jednostka terytorialna Związku Walki Zbrojnej, a następnie Armii Krajowej. 
Operowała na terenie powiatu iłżeckiego i nosiła kryptonimy „Strzała”, „Lipy”, „Baszta”, „Cykoria” i „Konrad”.
Wraz z Obwodem Końskie AK wchodził w skład Inspektoratu Starachowickiego Okręgu Radom-Kielce („Jodła”).
Miejscem postoju dowództwa była miejscowość: Starachowice-Wierzbnik.

## Komendanci obwodu
Komendantami obwodu byli:
- rtm. Aleksander Michałowski ps. „Jasieńczyk” czerwiec 1940 – luty 1943
- kpt. Jan Wojciechowski ps. „Jasiek”, „Jaś” luty 1943 – grudzień 1943
- kpt. Piotr Kulawik ps. „Dariusz”, „Okrzyc”, „Maria”, „Teresa” styczeń 1944 – styczeń 1945[4]

Zastępcami komendanta obwodu byli:
- ppor. Donat Zapolski ps. „Arlekin” czerwiec 1940 - luty 1941 (agent Gestapo, zastrzelony z wyroku Wojskowego Sądu Specjalnego)
- por. Jerzy Kamiński ps. „Bolko”, „Ziemski” lato 1941 – ??
- Jan Gruszka ps. „Bartosz” jesień 1943 – ??[4]

## Struktura
- Referat I (Organizacyjny)
  - Edward Dziarski ps. „Wynilga” ?? – 20 lipca 1941 (aresztowany)
  - por./kpt. Eugeniusz Dmytrow ps. „Flis” ?? – styczeń 1945
- Referat II (Wywiad)
  - Bolesław Drożdż ps. „Zygmunt” ?? – jesień 1942
  - ppor. Jan Pietrzykowski ps. „Kwiecień”, „Wąski”
  - ppor. Zdzisław Lis ps. „Elski” styczeń – 21 sierpnia 1943 (aresztowany)
  - pchor. Henryk Mazur ps. „Bończa” sierpień 1943 – styczeń 1945
- Referat III (Operacyjno-Szkoleniowy)
  - por./kpt. Jerzy Niemcewicz ps. „Kłos” ?? – maj 1944
  - kpt. Piotr Kulawik ps. „Dariusz”
- Referat IV (Kwatermistrzostwo)
  - inż. Stanisław Wysocki ps. „Kaktus” ?? – lipiec 1941
  - inż. Stanisław Czech „Lalka” 1941 – marzec 1943
  - kpt. Jerzy Sosnowski ps. „Firlej” 1943 – maj 1944
- Referat V (Łączność)
  - Wacław Witkowicz ps. „Tyczka” ?? – lipiec 1941 (aresztowany)
  - Piotr Majewski ps. „Struś” ?? – wiosna 1943
  - Stanisław Sobek ps. „Sokół”
  - Karol Boncarzewski ?? – styczeń 1945
- Referat VI (BIP)
  - Donat Leniowski ps. „Grom” ?? – wrzesień 1943
  - NN ps. „Tur”
- Referat Wojskowej Służby Ochrony Powstania (WSOP)
  - Władysław Heda ps. „Zawisza”
- Referat Wojskowej Rady Kobiet (WRK)
  - Wanda Otwinowska ps. „Babcia”[4]

## Podobwody
- Podobwód Iłża AK
- Powiśle AK
- Skarżysko AK
- Starachowice AK[4]